# Satz von Hopf-Rinow
Der Satz von Hopf-Rinow ist eine zentrale Aussage aus der riemannschen Geometrie. Er besagt, dass bei riemannschen Mannigfaltigkeiten die Begriffe der geodätischen Vollständigkeit und der Vollständigkeit im Sinne von metrischen Räumen zusammenfallen. Eine riemannsche Mannigfaltigkeit mit dieser Eigenschaft heißt dann vollständige riemannsche Mannigfaltigkeit. Benannt ist der Satz nach den Mathematikern Heinz Hopf und seinem Schüler Willi Rinow.

## Geodätisch vollständige Mannigfaltigkeit
Eine zusammenhängende Riemann’sche Mannigfaltigkeit {\displaystyle (M,g)} heißt geodätisch vollständig, falls für alle {\displaystyle p\in M} die Exponentialabbildung {\displaystyle \exp _{p}} für alle {\displaystyle v\in T_{p}M} definiert ist. Das heißt, für jeden Punkt {\displaystyle p\in M} und jeden Tangentialvektor {\displaystyle v\in T_{p}M} ist die Geodäte {\displaystyle \gamma } mit {\displaystyle \gamma (0)=p} und {\displaystyle {\dot {\gamma }}(0)=v} auf ganz {\displaystyle \mathbb {R} } definiert.

## Satz von Hopf und Rinow
Sei {\displaystyle (M,g)} eine endlichdimensionale, zusammenhängende Riemann’sche Mannigfaltigkeit. Dann sind die folgenden Eigenschaften äquivalent:
1. Die Mannigfaltigkeit {\displaystyle M} ist geodätisch vollständig.
2. Es existiert ein {\displaystyle p\in M,} so dass {\displaystyle \exp _{p}} für alle {\displaystyle v\in T_{p}M} definiert ist.
3. Die Mannigfaltigkeit {\displaystyle M} ist vollständig als metrischer Raum.
4. Die Heine-Borel-Eigenschaft gilt. Das heißt, jede abgeschlossene und beschränkte Teilmenge ist kompakt.

Aus diesen vier äquivalenten Aussagen lässt sich eine weitere folgern.
- Für alle {\displaystyle p,q\in M} existiert eine Geodäte {\displaystyle \gamma }, welche die Punkte {\displaystyle p} und {\displaystyle q} auf kürzestem Weg verbindet.

Die Abstandsfunktion {\displaystyle d(p,q)} ist hierbei definiert als das Infimum über die Bogenlängen aller stückweise differenzierbaren Kurven {\displaystyle \gamma } mit {\displaystyle \gamma (a)=p} und {\displaystyle \gamma (b)=q}; das heißt, es gilt
{\displaystyle d(p,q)=\inf _{\gamma }\int _{a}^{b}{\sqrt {g_{\gamma (t)}\left({\frac {d\gamma (t)}{dt}},{\frac {d\gamma (t)}{dt}}\right)}}\,{d}t.}
Diese Abstandsfunktion macht {\displaystyle M} zu einem metrischen Raum.

## Korollare
- Aus dem Satz von Hopf-Rinow folgt, dass alle kompakten, zusammenhängenden Riemann’schen Mannigfaltigkeiten (geodätisch) vollständig sind.
- Für eine kompakte, zusammenhängende Lie-Gruppe folgt, dass die Exponentialabbildung {\displaystyle \exp _{G}\colon {\mathfrak {g}}\to \operatorname {G} } surjektiv ist.
- Alle geschlossenen Untermannigfaltigkeiten einer vollständigen, zusammenhängenden Riemann’schen Mannigfaltigkeit sind vollständig

## Beispiele
- Die Sphäre {\displaystyle \mathbb {S} ^{n}}, der euklidische Raum {\displaystyle \mathbb {R} ^{n}} und der hyperbolische Raum {\displaystyle \mathbb {H} ^{n}} sind vollständig.
- Der metrische Raum {\displaystyle M:=\mathbb {R} ^{2}\setminus \{0\}} mit der euklidischen Metrik induziert durch das Standardskalarprodukt ist nicht vollständig. Wählt man nämlich einen Punkt {\displaystyle p=(x_{1},x_{2})\in M}, so gibt es zu dem Punkt {\displaystyle q=(-x_{1},-x_{2})\in M} keine kürzeste Verbindung in {\displaystyle M}.